# Кызылсу (Актюбинская область)
Кызылсу (каз. Қызылсу) — село в Хромтауском районе Актюбинской области Казахстана. Входит в состав Кызылсуского сельского округа. Код КАТО — 156045600.

## Население
В 1999 году население села составляло 691 человек (363 мужчины и 328 женщин). По данным переписи 2009 года, в селе проживало 489 человек (253 мужчины и 236 женщин).